# Anahita Zahedifar
Anahita Zahedifar (en persan : آناهیتا زاهدی فر ; née le 16 janvier 2003) est une joueuse d’échecs iranienne. Son classement Elo était de 2 213 points en janvier 2020.

## Palmarès dans les compétitions de jeunes
Anahita Zahedifar remporte plusieurs titres dans les compétitions jeunes, dont :
- Le championnat d'Iran des filles de moins de 12 ans en 2014 avec un score presque parfait de 8/9[2] ;
- Le championnat d'Asie des Nations des moins de 14 ans, aux côtés d'Arash Daghli, Mehdi Gholami, Seyed Kian Pourmousavai et Borna Derakhshani[3],[4]
- L'olympiade de la jeunesse avec les moins de 16 ans en 2016. Elle joue alors au 5e échiquier, et remporte la médaille d'or personnelle pour ses performances à cet échiquier. Les autres membres de l'équipe sont Parham Maghsoodloo, Alireza Firouzja, Aryan Gholami, Arash Tahbaz, et le capitaine de l'équipe Khosro Harandi[5].

Anahita Zahedifar est classée meilleure fille de moins de 18 ans en Iran, 8e en Asie et 32e au monde. 
Anahita Zahedifar remporte le championnat d'Iran d'échecs féminin en 2019, avec 8,5 points sur 11 possibles,, ce qui lui permet d'être sélectionnée pour les olympiades d'échecs féminines, alors qu'elle n'a que 16 ans.  
Le 10 février 2021, elle est sacrée championne d'Iran dans la catégorie de filles de moins de 18 ans,.  

## Parcours en compétitions adultes
Anahita Zahedifar remporte le championnat d'Iran d'échecs féminin en 2019, avec 8,5 points sur 11 possibles,.
Elle joue lors de l'olympiade féminine d'échecs en 2018.

## Titres internationaux
Anahita Zahedifar est maître FIDE féminin (MFF) depuis 2015.